# Patoruzito: la gran aventura
Patoruzito 2: La gran aventura es una película animada argentina, estrenada el 29 de junio de 2006, basada en la historieta argentina Patoruzito, y continuación de la anterior película del personaje (2004). Fue producida por Patagonik Film Group e Indiecito para Cartoon Network y Telefe, y distribuida internacionalmente por Warner Bros. Pictures. La película relata cómo Patoruzito viaja a Buenos Aires para representar a su raza en una fecha patria, y allí se encuentra con una mansión en la que una bruja pretende hacer prisionera a un hada.

## Sinopsis
Esta vez el pequeño indio Patoruzito llega a Buenos Aires para participar de un gran desfile donde representará al pueblo Tehuelche. En la gran ciudad se encuentra con la bruja Jiuma que secuestró a Limay, la última de las hadas. Patoruzito e Isidorito, con la ayuda del Fantasma Benito, deberán afrontar una temible misión para vencer a la malvada bruja y poder liberar a Limay.

## Argumento
Patoruzito es un cacique, quien una mañana recibe una carta, en la cual lo invitan al Gran Desfile del 9 de Julio, para representar a su pueblo. Patoruzito y su familia se preparan y viajan a Buenos Aires, donde se realizará el Gran Desfile. Mientras todos se preparan para el desfile, la bruja Jiuma prepara su plan para arruinar el desfile y causar un gran caos para que su poder maligno aumente y así convertirse en la bruja más poderosa y dominar el mundo. El desfile comienza con normalidad, Patoruzito marcha con su caballo portando la bandera argentina y representando al pueblo Tehuelche, todos observan el desfile muy emocionados y contentos.  Mientras tanto, la bruja Jiuma pone en marcha su plan causando caos y destrucción en el desfile usando una máquina retroexcavadora, la cual iba directo a aplastar a unos niños. Patoruzito detiene a la máquina y logra salvar a los niños; en reconocimiento a su gran hazaña es nombrado ciudadano ilustre. Muy enojada porque Patoruzito arruinó sus planes, la bruja Jiuma rápidamente idea otro plan para convertirse en la bruja más poderosa. Ella se disfraza de tarotista y engaña a Patoruzito, diciéndole que para acabar con todo el mal del mundo debe ir a pasar la noche en una mansión embrujada y desterrar al fantasma. Patoruzito, Isidorito y su familia van a la mansión que les dijo la bruja, y mientras limpiaban un poco para pasar la noche, Patoruzito encuentra una fuente escondida en el patio, en la cual hay un hada prisionera: él le promete protégela y liberarla. Durante la noche aparece el fantasma Benito asustando a Patoruzito y su familia, para que se vayan, pero Patoruzito es valiente y se queda a pesar del miedo. El fantasma intenta advertirle a Patoruzito sobre la bruja que quiere raptar al hada que él intenta proteger. Pero la bruja Jiuma engaña a Patoruzito haciéndose pasar por una tarotista y rapta a la pequeña hada, para apoderarse de sus poderes y así ser la bruja más poderosa del mundo. Entonces, Patoruzito e Isidorito, con la ayuda del Fantasma Benito van a rescatar a la pequeña hada, afrontando trampas muy difíciles que dejó la bruja. Logran por fin superar todas las trampas y rescatar a la pequeña hada, y de esta manera vencer a la malvada bruja. 

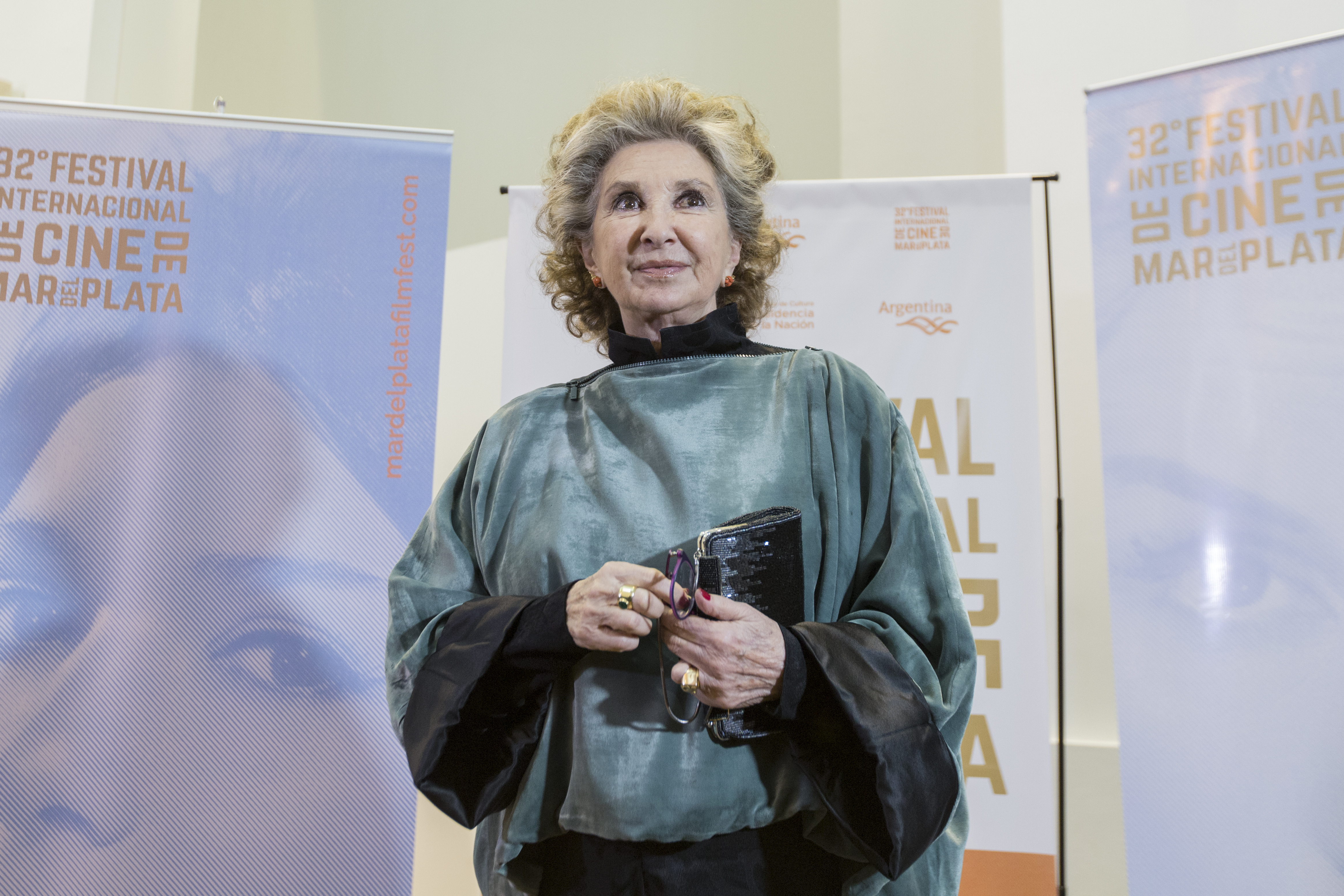
Norma Aleandro - 32º Festival Internacional de Cine de Mar del Plata. Aleandro es actriz de voz en la película, representando al personaje de la bruja Jiuma.

## Reparto
| Personaje                | Actor de voz           |
| ------------------------ | ---------------------- |
| Patoruzito               | Lucila Gómez           |
| Isidorito                | Lionel Campoy          |
| Chacha                   | Noemí Morelli          |
| Ñancul                   | Claudio Martínez Bel   |
| Bruja Jiuma              | Norma Aleandro         |
| Coco                     | Damián Dreizik         |
| Fritz                    | Gonzalo Urtizberea     |
| Fantasma Benito          | Julián Weich           |
| Upa                      | Susana Sisto           |
| Cañoñes                  | Gustavo Bonfigli       |
| Chiquizuel/Periodista TV | Mariano Chiesa         |
| Chupamiel/Hada Limay     | Rosario Sánchez Almada |
| Malén                    | Florencia Otero        |
| Egolia                   | Hernán Chiozza         |
| Dolores Fuertes          | Valeria Gómez          |
| Policía Vieytes/Ogro     | Rufino Gallo           |
| Portero Quintana         | Alfredo Sánchez        |